# La Bâtie-Meylan
Pour les articles homonymes, voir La Bâtie et Meylan (homonymie).
La Bâtie-Meylan est une ancienne commune française du département de l'Isère. La commune n'a connue qu'une brève existence : entre 1790 et 1794, elle est supprimée et rattachée à Meylan.

### Source
- Des villages de Cassini aux communes d'aujourd'hui, « Notice communale : La Bâtie-Meylan », sur ehess.fr, École des hautes études en sciences sociales.